# قطعنامه ۵۲۲ شورای امنیت
قطعنامه ۵۲۲ شورای امنیت سازمان ملل متحد که در تاریخ ۰۴ اکتبر ۱۹۸۲ تصویب شد، سندی بین‌المللی دربارهٔ ایران-عراق است. این قطعنامه طی نشست ۲۳۹۹ام با ۱۵ موافق، ۰ مخالف و ۰ ممتنع تصویب شد.

## تصویب قطعنامه

### پیشینه
تلاش جامعه بین‌المللی برای بازگشت آرامش و اجرای صلح بین ایران و عراق از آغاز جنگ (شهریور ۱۳۵۹) بی‌نتیجه ماند. صدام که یکی از طرفین اصلی این جنگ بود نیز خواهان صلح بود؛ در آغاز دهه ۱۳۶۰، رهبر وقت جمهوری اسلامی ایران، چهار شرط را برای پذیرش صلح اعلام کرد:
1. آزادسازی قصرشیرین و عقب‌نشینی عراقی‌ها تا مرزهای بین‌المللی.
2. پرداخت غرامت ۱۵۰ میلیارد دلاری.
3. بازگشت شیعیان رانده شده از عراق.
4. برکناری و محاکمه صدام حسین.

کشورهای عربی تضمین کردند که سه شرط اول محقق خواهد شد و هزینه و غرامت جنگ توسط کشورهای عربی به ایران پرداخت می‌شود، به شرطی که ایران از شرط چهارم، صرف‌نظر کند. اما نیروهای ایرانی بر تحقق هر چهار شرط اصرار داشتند. پس از جنگ ایران و عراق، نیروهای عراقی بخش‌های متعددی از خاک ایران را به تصرف خود درآورده بودند. از جمله مهم‌ترین مناطق تحت تسلط آنان، خرمشهر بود. در ۳ خرداد ۱۳۶۱، خرمشهر توسط نیروهای ایرانی آزاد شد و این آزادی، پیروزی بزرگی برای جبهه ایران بود. به عقیده کارشناسان، آزادسازی خرمشهر می‌توانست بهانه و مناسبت خوبی برای پایان جنگ باشد و احتمالاً دبیرکل سازمان ملل نیز از این بابت و در این تاریخ اقدام به مطرح کردن مسئله صلح کرد. در ایران نیز روح‌الله خمینی از علاقه‌مندان پایان جنگ پس از آزادسازی خرمشهر بود اما مقامات مسئول، توانستند او را مجاب کنند که برای رسیدن به نتیجه‌ای مطلوب، باید جنگ ادامه پیدا کند. فردای آزادسازی، دبیرکل سازمان ملل طی نامه‌هایی از دو طرف خواست تا راه‌کار رسیدن به توافقی برای صلح را پیگیری کنند. برای این منظور شورای امنیت راه‌های برقراری صلح را بررسی کرد که منجر به تصویب قطعنامه ۵۱۴ در تاریخ ۱۲ ژوئیه۱۹۸۲ (۲۱ تیر ۱۳۶۱) شد. این قطعنامه توسط عراق قبل ولی توسط ایران رد شد. عملیات مسلم بن عقیل که در ۹ مرداد ۱۳۶۱، با پیروزی نیروهای ایرانی همراه بود، بر تصمیمات دیپلماتیک عراق تأثیر گذاشت. با پیشروی نیروهای ایرانی در خاک عراق و هدف فتح بصره، عراقی‌ها به دنبال آتش‌بس سریع بودند.

### جلسه تصویب
قطعنامه ۵۲۲ شورای امنیت سازمان ملل متحد، در تاریخ ۰۴ اکتبر ۱۹۸۲ طی نشست ۲۳۹۹ام با ۱۵ موافق، ۰ مخالف و ۰ ممتنع تصویب شد. در این جلسه، که بر اساس تقاضای ۱ اکتبر ۱۹۸۲ برگزار شد، نمایده عراق در سازمان ملل و شورای امنیت، پیشنهاد دهنده این جلسه بود که منجر به صدور قطعنامه گردید. این در حالی بود که شورای امنیت توسط ایران، به خاطر جانبداری از طرف عراقی، مورد تحریم قرار گرفته بود. در این جلسه «محمد بوستا»، وزیر امور خارجه وقت مغرب، به نمایندگی از کشورهای عربی سخنرانی کرد. وی در سخنرانی‌اش عراق را صلح‌طلب خواند و خواستار ادامه فعالیت هیئت‌های صلح و همکاری ایران با آن‌ها شد. سعدون حمادی وزیر خارجه وقت عراق، از شورای امنیت خواست که تصمیمات مؤثرتری دربارهٔ ایران اتخاذ کند.

## متن قطعنامه
شورای امنیت ملی با یادآوری قطعنامه ۵۱۴ و ۴۷۹ این شورا، موارد زیر را خواهان شد:
1. شورا دوباره خواهان آتش‌بس و خاتمهٔ فوری کلیهٔ عملیات‌های نظامی می‌شود؛
2. دوباره برخواستهٔ خود مبنی بر عقب‌نشینی نیروها به مرزهای شناخته‌شدهٔ بین‌المللی تأکید می‌کند؛
3. از این موضوع که یکی از طرفین آمادگی خود را برای همکاری به منظور اجرای قطعنامه ۵۱۴ (۱۹۸۲) اعلام کرده است استقبال کرده و از طرف دیگر می‌خواهد همین کار را انجام دهد؛
4. بر لزوم اجرای بدون معطلی تصمیم خود مبنی بر اعزام ناظران سازمان ملل متحد به منظور بازرسی، تأیید و نظارت بر روند آتش‌بس و عقب‌نشینی تأکید می‌کند؛
5. دوباره بر ضرورت تداوم تلاش‌های میانجیگری فعلی تأکید می‌نماید؛
6. دوباره برخواستهٔ خود از دیگر کشورها مبنی بر خودداری از اقداماتی که می‌تواند به ادامهٔ درگیری کمک نماید تأکید کرده و از آن‌ها می‌خواهد که اجرای این قطعنامه را تسهیل نمایند؛
7. به علاوه از دبیرکل می‌خواهد ظرف ۷۲ ساعت گزارشی از اجرای این قطعنامه به شورا ارائه کند.

## واکنش‌ها

### عراق
با صدور قطعنامه، عراق سریعاً موافقت خود را به دبیرکل سازمان ملل اعلام کرد.

### ایران
ایران، همچون دیگر قطعنامه، با متن این قطعنامه مخالف بود و از این رو به آن اعتراض و رد کرد. وزارت خارجه ایران با انتشار بیانیه‌ای به تصویب این قطعنامه اعتراض کرد. در متن این بیانیه آمده بود که کشور اردن (که نماینده آن بر شورای امنیت وقت ریاست داشت)، به صورت علنی از کشور عراق حمایت می‌کند و از این جهت، شورا صلاحیت کافی برای رسیدگی به این موضوع را ندارد. در این بیانیه تأکید شده بود که باید به مسئله متجاوز بودن عراق تصریح شود و راه جبران خسارت بیان گردد.
از جمله انتقادهای مقامات و رسانه‌های ایرانی استفاده از واژه وضعیت در قبال نزاع میان ایران و عراق بود. بیشتر رسانه‌های ایرانی، تمام ایراداتی که بر قطعنامه ۵۱۴ داشتند، برای این قطعنامه تکرار کردند. برخی رسانه‌های ایرانی مدعی شدند که چون در طول سه ماه فاصله زمانی میان قطعنامه ۵۱۴ و ۵۲۲، هیچ اتفاق مهمی در جبهه‌های جنگ صورت نگرفته است، احتمالاً این قطعنامه در پی فشارهای بین‌المللی عراق بر شورای امنیت صادر شده است.